# Rafael Díaz Albertini y Urioste

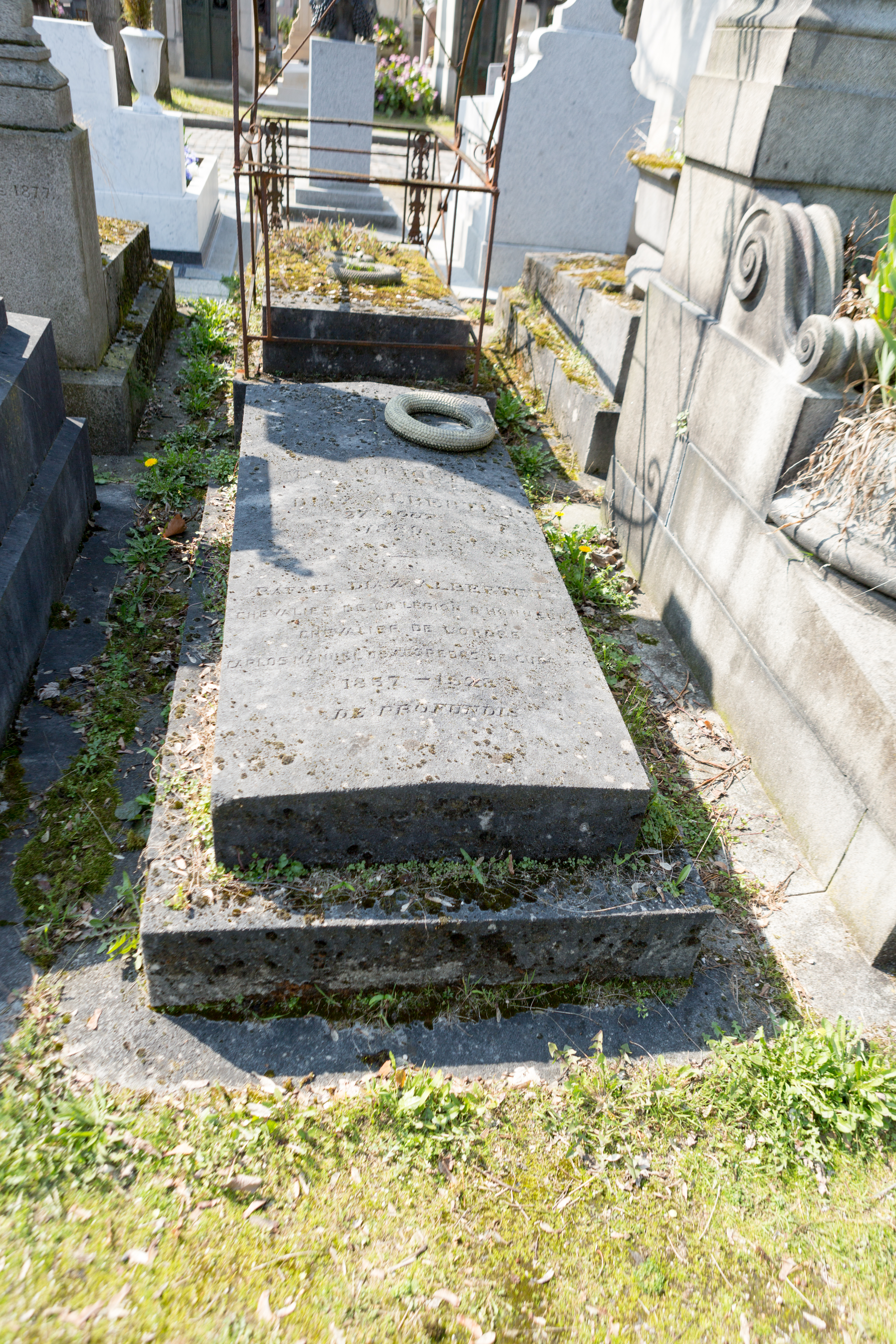
Cementiri del Père-Lachaise

Rafael Díaz Albertini y Urioste (L'Havana, Cuba, 13 d'agost de 1857 - Marsella, França, 11 de novembre de 1928) fou un violinista cubà.
El juliol de 1860, per la seva delicada salut, fou portat a Nova York, on se li comprà el seu primer violí. al complir set anys prengué les primeres lliçons amb el professor cubà Anselmo López. Però degut a la seva precària salut tingué de marxar a Europa, on fou deixeble del professor alemany Josef Vander Gutch. Retornà a Nova York el 1866. Allà va rebre classes de l'eminent Poznanski. Als Estats Units, donà concerts a Saratoga, a Nova York i altres poblacions, aconseguint grans èxits. El 1869 es traslladà amb la seva família a Espanya i la seva presentació en l'Acadèmia Filarmònica de Santa Cecília i el Casino Gadità fou tot un èxit. De Cadis viatjà a París el 1870, on Salustiano de Olozaga, llavors ambaixador d'Espanya, el qual li va fer donar un concert en l'ambaixada xinesa, en la que aquell infant prodigi ratllà a una immensa altura. A la capital francesa fou presentat a Alard professor del Conservatori pel seu compatriota el també gran violinista José White. Després volent ampliar els seus estudis ingressà en el Conservatori de París el 1871, aconseguint el primer accèssit el 1872, el segon premi el 1873 i la medalla d'or el 1875. A partir d'aquí va continuar sent un notable concertista.